# Parafia Objawienia Pańskiego w Bliznem Łaszczyńskiego
Parafia pw. Objawienia Pańskiego w Bliznem Łaszczyńskiego – rzymskokatolicka parafia dekanatu laseckiego, archidiecezji warszawskiej, metropolii warszawskiej Kościoła katolickiego. Siedziba parafii w Bliznem Łaszczyńskiego. Obsługiwana przez księży diecezjalnych. Kancelaria parafialna mieści się przy ulicy Łaszczyńskiego 1, a kościół sąsiaduje z ul. Kościuszki.

## Historia
Parafia została erygowana przez abp. Metropolitę Warszawskiego Józefa Kardynała Glempa, Prymasa Polski dnia 6 sierpnia 1998, i wszedł w życie 26 sierpnia tego samego roku. Parafia została utworzona z części parafii Wniebowzięcia Najświętszej Maryi Panny w Babicach oraz Matki Bożej Ostrobramskiej na Boernerowie.
Pierwszym proboszczem został wikary z parafii w Babicach, ks. Kacper Kisieliński.

### Kościół parafialny
W 2001 rozpoczęto budowę nowego kościoła i domu parafialnego. Ukończenie budowy opóźniło się z powodu pożaru dachu który miał miejsce 19 listopada 2009. W sierpniu 2013 rozpoczęto użytkowanie jeszcze nie pełni ukończonego kościoła.

### Kaplica
W sierpniu 1998 została zamontowana kaplica.

## Zasięg parafii

### Granice parafii
Granica parafii przebiega ulicami: Lazurową, Kocjana, Bolesława Prusa, Warszawską, od ulicy Ks. Piotra Skargi skręt na południe, dociera do granicy gminną, a ostatecznie do ulicy Batalionów Chłopskich, kończąc na ulicy Lazurowej.

### Miejscowości i ulice
W granicach parafii znajdują się miejscowości:
- Blizne Łaszczyńskiego,
- Blizne Jasińskiego,
- Warszawskie Osiedle Groty,
- ulice Warszawy: Górczewska, Narwik - na zachód od Lazurowej, strona zachodnia ulicy Lazurowej od ulicy Batalionów Chłopskich do ulicy Kocjana.